# Heirisson Island
Heirisson Island är en ö i Australien. Den ligger i delstaten Western Australia, nära delstatshuvudstaden Perth. Heirisson Island ligger i sjön Lake Vasto.
Runt Heirisson Island är det i huvudsak tätbebyggt. Runt Heirisson Island är det tätbefolkat, med 790 invånare per kvadratkilometer. Genomsnittlig årsnederbörd är 1 018 millimeter. Den regnigaste månaden är maj, med i genomsnitt 176 mm nederbörd, och den torraste är februari, med 9 mm nederbörd.